# Ženske na Madžarskem
Vloge žensk na Madžarskem so se v zadnjih 200 letih bistveno spremenile. Zgodovinsko gledano so se na današnjem ozemlju Madžarske diskurzi o ženskih vlogah, pravicah in političnem dostopu, skupaj s feminističnimi gibanji, razvili v kontekstu izjemno tradicionalnih vlog spolov, na katere so vplivali rimokatolicizem, luteranstvo in kalvinizem. V zadnjem času je bila vplivna tudi komunistična doktrina o mestu žensk v družbi. Postkomunistično obdobje na Madžarskem je ustvarilo številne organizacije za reševanje potreb žensk v državi in mobilizacijo volivk, več univerz pa ima zdaj programe študija spola. V 21. stoletju je vstop v Evropsko unijo pripeljal do bolj 'zahodnjaške' kulture.

## Pred prvo svetovno vojno
Leta 1790 je moški po imenu Péter Bárány vložil peticijo Državnemu zboru madžarskih plemičev, da bi plemkinjam podelili pravico, da opazujejo zborovanje. Trdil je, da bi bile te ženske bolje pripravljene vzgajati politično aktivne, domoljubne sinove, vendar skupščina njegove peticije ni sprejela. Prva ženska organizacija, ki se je ustanovila na Madžarskem, je bilo Žensko dobrodelno društvo Pester, ustanovljeno leta 1817; do konca 19. stoletja je bilo po vsem kraljestvu več sto podobnih organizacij, čeprav so bile večinoma malo vključene v politiko. Ko so ženske sredi 19. stoletja dobile dostop do srednješolskega izobraževanja, je velika prisotnost aktivnih ženskih skupin pripomogla k temu, da so študenti pridobili bolj akademski učni načrt, ne pa tistega, ki se je osredotočal na to, da so žene in matere. Leta 1895 je bilo ženskam prvič dovoljeno študirati filozofijo, medicino in farmacijo na univerzitetni ravni.
Poleg zagovarjanja ženskih skupin je bil ta napredek deloma posledica madžarskega prizadevanja, da bi dvignila svoj status sile v Avstro-Ogrskem cesarstvu in se predstavila kot vse bolj modernizirana regija.
Leta 1904 je Rózsika Bédy-Schwimmer (Rosika Schwimmer), pacifistka in zagovornica pravic žensk, ustanovila Združenje feministk. Skupina se je zavzemala za volilno pravico žensk in trikrat pomagala prinesti to vprašanje na parlamentarno glasovanje, čeprav je bil vsak poskus neuspešen. Moška liga za volilno pravico žensk je bila ustanovljena leta 1910, leta 1913 pa se je v Budimpešti sestal 7. kongres Mednarodne zveze za volilno pravico žensk. Združenje feministk je tesno sodelovalo z mestnim svetom Budimpešte pri ustanovitvi urada za pomoč ženskam in dnevnih centrov; izdali so tudi revijo o ženskih vprašanjih, ki je pomagala dvigniti ozaveščenost javnosti o skrbi žensk. Druge skupine, ki so bile dejavne v začetku 20. stoletja, so vključevale članice Socialnih demokratov in Nacionalno združenje klerikalnih delavk, ki si je prizadevala za izboljšanje pravic profesionalk.

## Med vojnama
Po prvi svetovni vojni se je neodvisna Madžarska začela opredeljevati v »nacionalnem okviru«, žensko gibanje pa se je premaknilo, da bi se učinkovito vklopilo v ta nov okvir.
Po kratkem komunističnem prevzemu oblasti s strani Béle Kuna leta 1919 so feministične skupine in druge organizacije, ki so veljale za revolucionarne, postale manjše, prikrite in manj vplivne; ko so se znašle v podobnih okoliščinah, so nekatere feministke, komunistke in drugi radikalci vzpostavili delovne odnose. Madžarske ženske so dobile delno volilno pravico in pravico do poslanstva, medtem ko je pojav strankarskega sistema vladanja dal ženskam novo, družbeno sprejeto pot za priznanje in sodelovanje. Ženske so bile še posebej aktivne v Stranki narodne enotnosti in Taboru krščanskih žensk. Ko so se njihove politične priložnosti širile, so Madžarske ženske hkrati pridobivale pozornost in podporo v zelo tradicionalni vlogi: kot matere in skrbnice otrok naroda. Od leta 1941 so se ženske skupine začele še bolj razhajati, predvsem zaradi političnih dogodkov pred drugo svetovno vojno.

## Volilna pravica in politika
Ženske so dosegle omejeno volilno pravico leta 1918 (prvič so glasovale leta 1922); in polno volilno pravico leta 1945, a tako kot v drugih komunističnih državah so bile državljanske pravice moških in žensk simbolične, saj je bil sistem avtoritaren. V času komunizma so bile ženske poslanke (leta 1949 jih je bilo 18 % in leta 1980 30 %), vendar je bilo to zgolj za fasado, saj so imele v praksi malo moči, saj so ključni akterji, ki so odločali o politiki bilii moški. Madžarska je izvedla prve svobodne volitve po padcu komunizma, leta 1990 pa je bilo le 7 % izvoljenih žensk. Od leta 2018 so ženske predstavljale 12,6 % parlamenta.

## V obdobju komunizma
Ženske so bile obravnavane kot pomemben del produktivnosti države, tako kot matere in žene moških delavcev ter kot delavke same. Čeprav so bile ženske pod komunistično oblastjo bolj enakopravno vključene v delovno silo, so bile na splošno dane pod večji državni nadzor glede svojih osebnih svoboščin, zlasti glede reproduktivnih pravic, spolnosti in družinskega življenja. Kljub uradnemu diskurzu o enakosti se komunistični režim ni skušal resnično spopasti z globokim družbenim tkivom podrejenosti spolov. Kljub temu so ženske v komunizmu videle nekaj pridobitev, kljub temu, da so ostale podrejene moškim; dobile so večji dostop do srednješolskega in univerzitetnega izobraževanja, zlasti na tehničnih področjih.

## Postkomunistično obdobje
Ženske in feministične skupine so od leta 1989 oblikovale in ustanovile močne organizacije, ki so delovale za zadovoljevanje potreb madžarskih žensk. Postkomunistična ekonomija je bila še posebej težka do služabnic, ki so poleg zagotavljanja dohodka odgovorne za vzdrževanje doma in skrb za družino. Drugo pomembno vprašanje za ženske v zgodnjih 1990-ih je bilo omejevanje pravic do splava s strani konservativnih političnih strank. Feministična mreža, ki se je pojavila maja 1990, je bila vodilna pri izvajanju gibanja za enakost žensk, Zveza mladih demokratov pa je bila pomembna politična stranka za žensko mladino in ženska gibanja. Tudi vprašanje nasilja v družini je v zadnjih dveh desetletjih pritegnilo pozornost javnosti; pomembna sprememba je bila odstranitev zakonske izjeme iz zakona o posilstvu leta 1997. Madžarska je leta 2013 tudi ratificirala Konvencijo Sveta Evrope o boju proti trgovini z ljudmi.
Decembra 2020 je madžarska ministrica za družino Katalin Novák objavila videoposnetek, v katerem je predavala ženskam o tem, kako doseči uspeh, in med drugim svetovala, naj ne pričakujejo enakega plačila.

## Družinsko življenje, plodnost in reproduktivno zdravje
Tako kot v večini drugih evropskih držav je tudi v 21. stoletju družinska dinamika postala bolj liberalna, pri čemer je sobivanje vse bolj priljubljeno, povezava med plodnostjo in zakonsko zvezo pa se zmanjšuje. Leta 2015 je bilo 47,9 % rojstev neporočenih žensk. Madžarska ima nadomestno stopnjo rodnosti; skupna stopnja rodnosti (TFR) je bila v letu 2015 1,43 rojenih otrok/žensko. Stopnja umrljivosti mater na Madžarskem je 21 smrti/100.000 živorojenih (od leta 2010).

## Nekaj statističnih podatkov
- Žensk v parlamentu  12.6% (2018) [4]
- Ženske nad 25 let s srednjo izobrazbo 93,2 % (2010)
- 63 % žensk v delovnem razmerju (stopnja zaposlenosti OECD definicija, 2019)[14]
- Indeks neenakosti spolov[15]
  - Vrednost 0,233 (2019)
  - Uvrstitev 51. od 162
- Globalni indeks razlik med spoloma[16]
  - Vrednost 0,688 (2021)
  - Uvrstitev 99. od 156